# Glacier Buffon
Le glacier Buffon est un glacier de l'archipel des Kerguelen. Il fait partie du massif Gallieni, entre le Grand Ross et le Petit Ross.